# فلر-لا-ریویر
فلر-لا-ریویر (به فرانسوی: Fléré-la-Rivière) یک کمون در فرانسه است که در اندر واقع شده‌است. فلر-لا-ریویر ۲۵٫۳۱ کیلومتر مربع مساحت و ۶۰۴ نفر جمعیت دارد و ۸۵ متر بالاتر از سطح دریا واقع شده‌است.